# Guitta
Thiago Mendes Rocha, mais conhecido como Guitta (Ribeirão Pires, 11 de junho de 1987), é um jogador brasileiro de futsal que atua como goleiro. Atualmente, joga pelo MFK Ukhta (Rússia) e a Seleção Brasileira de Futsal.

## Carreira
Após ter tido um grande destaque na Liga Futsal de 2012, Guitta foi convocado para a Seleção Brasileira de Futsal para participar da Copa do Mundo de Futsal da FIFA. Competição esta em que o Brasil conquistou o título.

## Títulos
ADC Intelli
- Liga Paulista do Interior (2): 2009 e 2010
- Taça EPTV de Futsal (1): 2009
- Liga Paulista de Futsal (2): 2010 e 2011
- Liga Nacional de Futsal (2): 2012, 2013
- Campeonato Sul-Americano de Clubes de Futsal (1): 2013

Corinthians
- Liga Paulista de Futsal (2): 2015 e 2016
- Liga Nacional de Futsal (1): 2016

Sporting CP
- Liga dos Campeões de Futsal da UEFA (2): 2018–19, 2020–21
- Liga Portuguesa de Futsal (3): 2020–21, 2021–22, 2022–23
- Taça de Portugal de Futsal (3): 2018–19, 2019–20, 2021–22
- Taça da Liga de Futsal (2): 2020–21, 2021–22
- Supertaça Portuguesa de Futsal (4): 2018, 2019, 2021, 2022

Seleção Brasileira de Futsal
- Copa do Mundo de Futsal da FIFA (2): 2012, 2024
- Copa América de Futsal (3): 2011, 2017, 2024
- Grand Prix de Futsal (2): 2013, 2018
- Circuito Sul-Americano de Futsal (1): 2012